# Relationer mellan Europeiska unionen och Turkiet

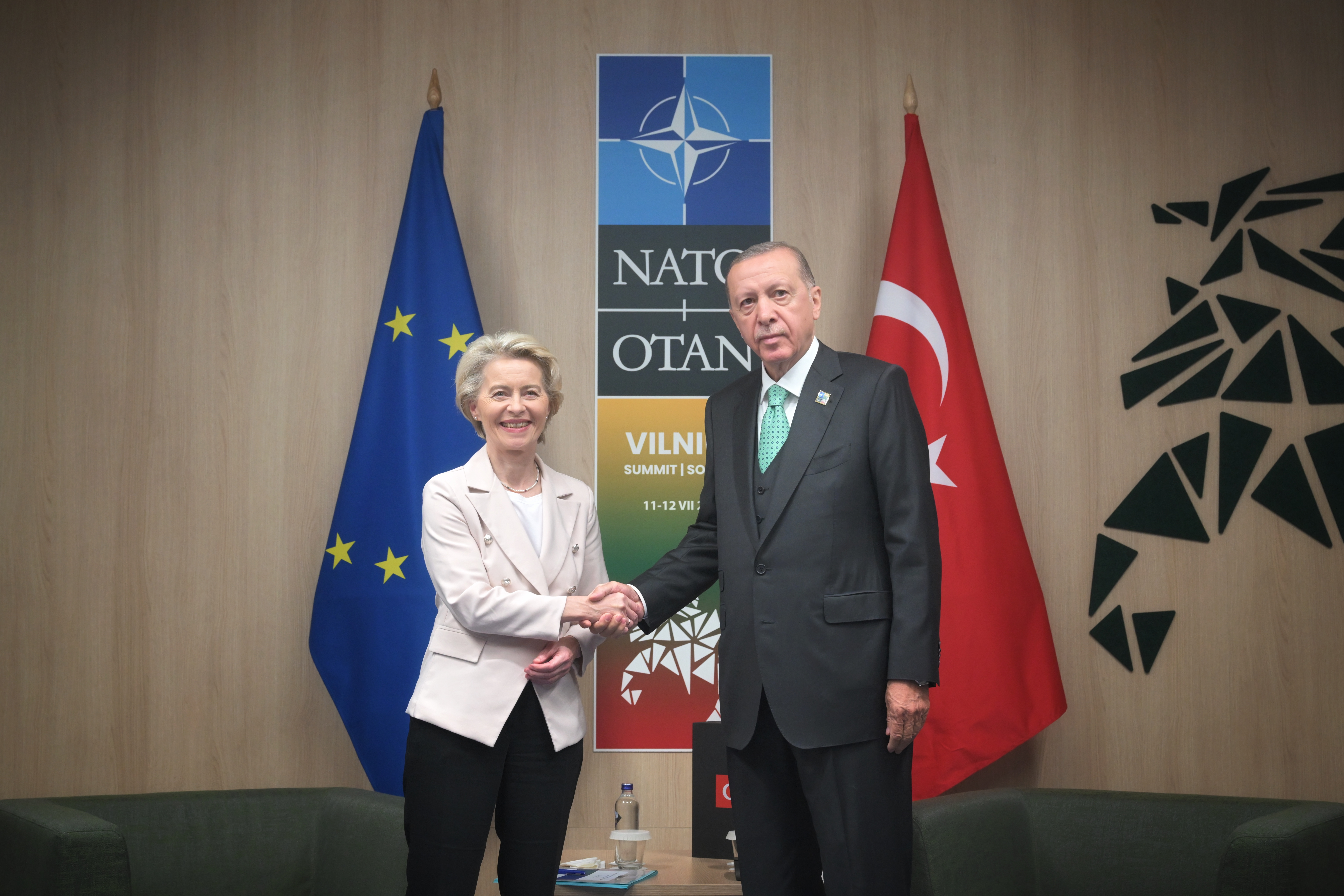
Turkiets president Recep Tayyip Erdoğan och Europeiska kommissionens ordförande Ursula von der Leyen i 12 juli 2023.

Relationer mellan Europeiska unionen och Turkiet upprättades 1959, och den institutionella ramen formaliserades med 1963 års Ankara-avtal. Turkiet är inte en del av Europeiska unionen, men är en av EU:s viktigaste partner och båda är medlemmar i EU-Turkiets tullunion. Turkiet gränsar till två EU-medlemsstater: Bulgarien och Grekland.
Turkiet har ansökt om att ansluta sig till EU sedan 1987, men sedan 2016 har anslutningsförhandlingarna avstannat. EU har kritiserat Turkiet för kränkningar av mänskliga rättigheter och brister i rättsstatsprincipen. Under 2017 uttryckte EU-tjänstemän åsikten att planerad turkisk politik bryter mot Köpenhamnskriterierna för berättigande till EU-medlemskap. Den 26 juni 2018 uttalade EU:s råd för allmänna frågor att "rådet noterar att Turkiet har gått längre bort från Europeiska unionen. Turkiets anslutningsförhandlingar har därför i praktiken stannat och inga ytterligare kapitel kan övervägas för att öppna eller stänga och inget ytterligare arbete för att modernisera tullunionen mellan EU och Turkiet planeras."

## Historia
Turkiet var ett av de första länderna som 1959 sökte ett nära samarbete med den unga Europeiska ekonomiska gemenskapen (EEG). Detta samarbete realiserades inom ramen för ett associeringsavtal, känt som Ankaraavtalet, som undertecknades den 12 september 1963. Ett viktigt inslag i denna plan var att upprätta en tullunion så att Turkiet kunde handla varor och jordbruksprodukter med EEG-länder utan restriktioner. Huvudsyftet med Ankaraavtalet var att uppnå "ständig förbättring av levnadsvillkoren i Turkiet och i Europeiska ekonomiska gemenskapen genom snabbare ekonomiska framsteg och harmonisk expansion av handeln, och att minska skillnaden mellan den turkiska ekonomin och ... gemenskapen".

## Anslutningsförhandlingar
Utvidgningen är ett av EU:s mest kraftfulla politiska verktyg. Det är en noggrant hanterad process som hjälper omvandlingen av de inblandade länderna, utvidga fred, stabilitet, välstånd, demokrati, mänskliga rättigheter och rättsstatsprincipen över hela Europa. Europeiska unionens utvidgningsprocess tog ett djärvt steg den 3 oktober 2005 när anslutningsförhandlingar inleddes med Turkiet och Kroatien. Efter år av förberedelser inledde de två kandidaterna formellt nästa steg i anslutningsprocessen. Förhandlingarna avser antagande och genomförande av EU:s rättsverk, så kallat regelverket. Regelverket består av cirka 130 000 sidor med juridiska dokument grupperade i 35 kapitel och utgör de regler som EU:s medlemsstater bör följa. Som kandidatland måste Turkiet anpassa en betydande del av sin nationella lagstiftning i linje med EU-lagstiftningen. Detta innebär grundläggande förändringar för samhället som kommer att påverka nästan alla sektorer av landet, från miljön till rättsväsendet, från transporter till jordbruk och över alla delar av befolkningen. Kandidatlandet "förhandlar" dock inte om själva gemenskapens regelverk, eftersom dessa "regler" måste antas fullt ut av kandidatlandet. Förhandlingsaspekten handlar om villkoren för harmonisering och genomförande av regelverket, det vill säga hur reglerna ska tillämpas och när. Det är av denna anledning som anslutningsförhandlingar inte anses vara förhandlingar i klassisk mening. För att bli en medlemsstat måste kandidatlandet anpassa sina institutioner, ledningskapacitet och administrativa och rättsliga system till EU-standarder, både på nationell och regional nivå. Detta gör det möjligt för dem att genomföra regelverket på ett effektivt sätt vid anslutningen och vid behov kunna genomföra det effektivt i god tid före anslutningen. Detta kräver en väl fungerande och stabil offentlig förvaltning som bygger på en effektiv och opartisk offentlig förvaltning och ett oberoende och effektivt rättssystem. Den 24 november 2016 röstade Europaparlamentet för att avbryta anslutningsförhandlingarna med Turkiet på grund av frågor om mänskliga rättigheter och rättsstatsprincipen. detta beslut var dock icke bindande. Den 13 december beslutade Europeiska rådet (som består av medlemsländernas stats- och regeringschefer) att det inte skulle öppna några nya områden i Turkiets medlemssamtal under de "rådande omständigheterna", eftersom Turkiets väg mot autokratiskt styre gör framsteg när det gäller EU-anslutning omöjlig. 2016 motsatte sig EU-medlemmen Österrike Turkiets EU-medlemskap. I mars 2018 motsatte sig Österrikes förre förbundskansler Sebastian Kurz Turkiets EU-anslutningssamtal och uppmanade landet att stoppa medlemsförhandlingarna.

## 2018 toppmöte mellan EU och Turkiet
Den 26 mars 2018 hölls toppmötet mellan EU och Turkiet i Varna, Bulgarien. EU:s mandatordförande, Bulgariens förre premiärminister Boyko Borisov, EU:s tidigare ordförande Donald Tusk, tidigare EU-kommissionens ordförande Jean-Claude Juncker och Turkiets president Recep Tayyip Erdoğan deltog också i toppmötet.

## Turkisk offensiv i nordöstra Syrien
Den höge representanten Federica Mogherini utfärdade en deklaration på EU:s vägnar den 9 oktober 2019 där det stod att "I ljuset av den turkiska militäroperationen i nordöstra Syrien bekräftar EU på nytt att en hållbar lösning på Syrienkonflikten inte kan uppnås militärt." Finland och Sverige, de två EU-länder som vill bli medlemmar i Nato, stoppade vapenförsäljningen till Turkiet på grund av Turkiets militära operation i Syrien.

## Normaliseringsprocessen för Armenien–Turkiet
Den 14 januari 2022 välkomnade Europeiska unionen normaliseringen av förbindelserna mellan Armenien och Turkiet.

## Turkiets motstånd mot Nato-medlemskap av två EU-medlemmar
I maj 2022 motsatte sig Turkiet två EU-medlemsstater, Finland och Sverige, att gå med i Nato eftersom de enligt Turkiet är värdar för terroristorganisationer som agerar mot Turkiet (inklusive PKK, KCK, PYD, YPG och Gülenrörelsen). Turkiet uppmanade länderna att häva sitt vapenembargo mot Turkiet, att inte stödja organisationerna, och att utlämna medlemmar av Gülenrörelsen och PKK från de två medlemsländerna. (Gülenrörelsen finns dock inte på EU:s lista över terrororganisationer. och PKK finns på EU:s lista över terrororganisationer).

## Toppmöten

### Toppmöten mellan EU och Turkiet
- Första toppmötet mellan EU och Turkiet: 26 mars 2018 i Varna, Bulgarien
- 2:a toppmötet mellan EU och Turkiet: TBD i TBD